# El riu Suzhou
El riu Suzhou (títol original:Suzhou he - 苏州河) és una pel·lícula franco-alemanya-xinesa dirigida per Lou Ye, estrenada el 2000. Ha estat subtitulada al català.
Per al seu segon film, el guionista-director Lou Ye ha escollit l'ambient dels molls construïts ràpidament al voltant del riu Suzhou, abans que la façana moderna i neta de Xangai. Es pot veure aquesta obra com un exemple típic de la "sisena generació" de directors xinesos, tant pel tema com per l'estil.
La feina important de la càmera vídeo subjectiva es revela aquí tant una experimentació formal i narrativa com una necessitat pràctica: el llargmetratge ha estat en efecte rodat sense autorització als carrers de Xangai, cosa que li ha suposat la prohibició de distribució a la Xina continental. En una perspectiva purament cinematogràfica, aquesta obra evoca Vertigo d'Alfred Hitchcock amb el seu tema del doble femení.

## Argument

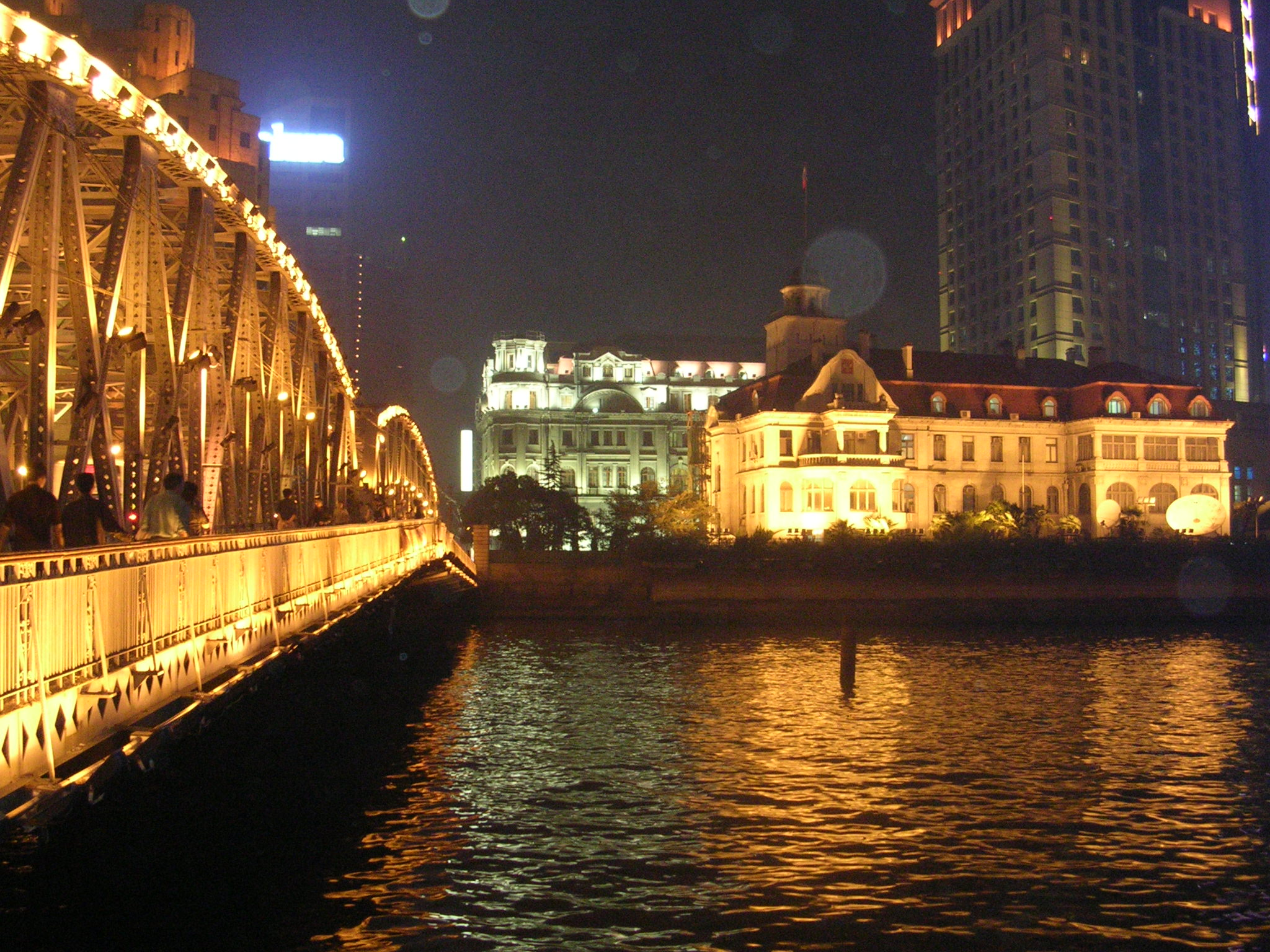
Consolat rus vist des del riu Suzhou a Xanghai

La història segueix les vides de quatre personatges al marge de la societat xinesa. Mardar (Jia Hongsheng) és missatger amb moto i Moudan (Zhou Xun) és la filla d'un ric home de negocis que Mardar ha de portar a la ciutat. Mardar i Moudan s'enamoren.

## Repartiment
- Zhou Xun: Meimei/Moudan
- Jia Hongshen: Mardar
- Hua Zhongkai: Lao B.
- Yao Anlian: Boss
- Nai Any: Mada

## Premis i nominacions
- Nominada al Gran Premi de la Unió de la crítica de cinema l'any 2001.
- Gran Premi del Festival del Film de París l'any 2000, així com el premi de la millor actriu per a Xun Zhou.
- Tigre d'or del Festival Internacional de Cinema de Rotterdam l'any 2000 per a Lou Ye.
- Premi FIPRESCI a la Viennale l'any 2000.
- Gran Premi Asturias al Festival del Film Internacional de Gijón l'any 2000 per a Lou Ye.
- Premi de la crítica al Fantasporto l'any 2000 per a Lou Ye.